# Chiesa di Santa Maria della Valle (Scanno)
La chiesa di Santa Maria della Valle, detta anche dell'Assunta, è la chiesa madre di Scanno, in provincia dell'Aquila.

## Storia
Non si conosce la data di costruzione della chiesa, tuttavia alcuni elementi architettonici testimoniano l'esistenza della chiesa già nel XII secolo.
Nel 1568 il vescovo Zambeccari fece erigere la chiesa ricettizia. In questo stesso anno, quando diviene la parrocchia di Scanno, la chiesa viene ristrutturata nelle forme attuali anche se, vengono in parte rispettate le preesistenze, come gli affreschi del XV secolo, presenti sui pilastri.
Nel 1612, durante una visita pastorale, il vescovo di Pezzo ordinò un rinnovamento completo della chiesa.

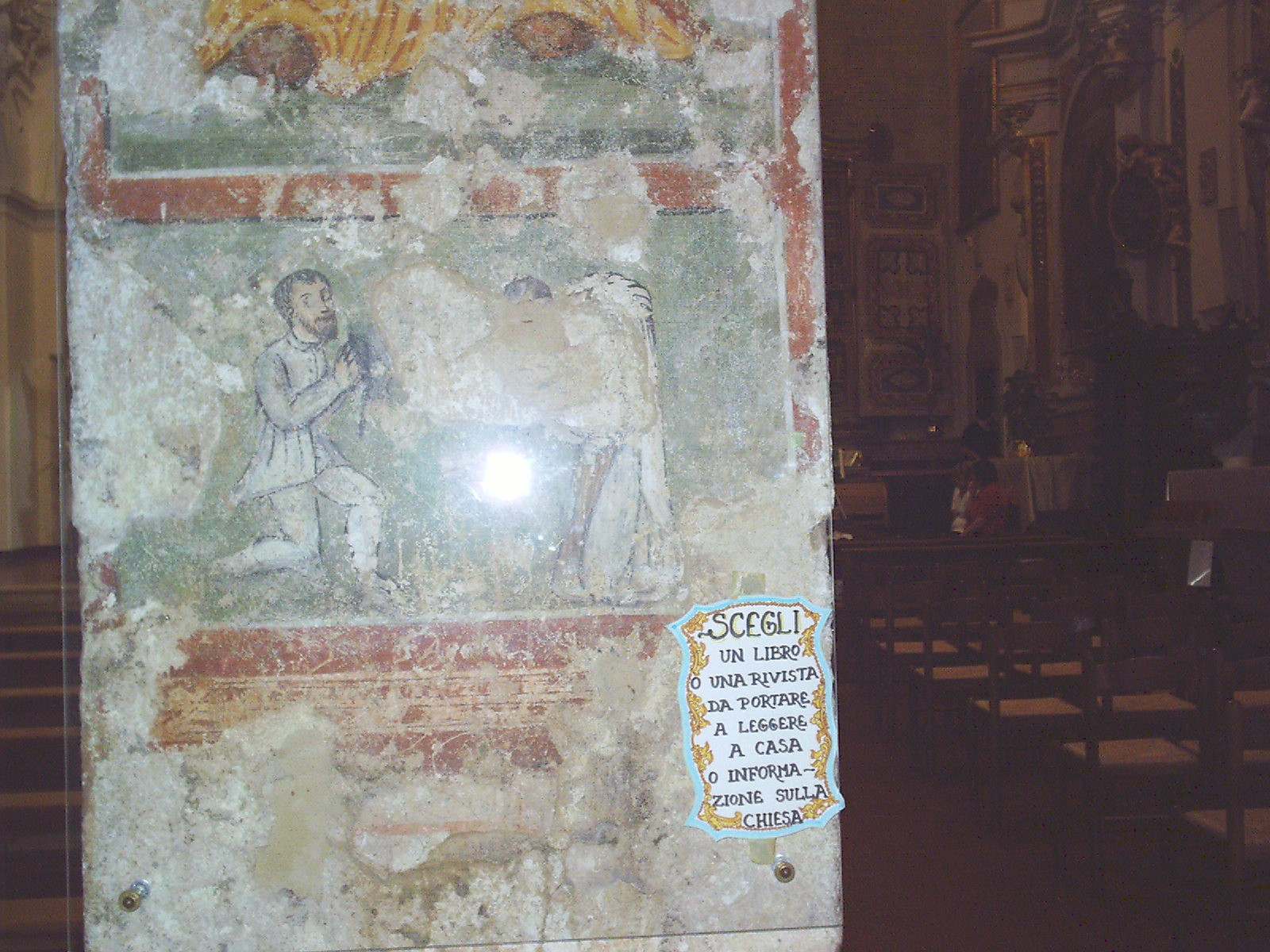
Affresco su colonna raffigurante un aristocratico o San Domenico di Sora che prega con un rosario davanti alla figura parzialmente scrostata di un angelo

Altri interventi sono stati eseguiti nel 1658, nel 1685 e nella prima metà del XVIII secolo, consistenti nel rinnovo degli stucchi all'interno e per rendere uniformi le colonne e pilastri, riducendo l'altezza delle prime mediante un livellamento delle curvature.
Fino a tutto il XVII secolo, gli altari posti sulle pareti laterali erano alternati da altari minori posti anche sui pilastri.

Questi altari, che nel 1587 erano quindici, furono ridotti in numero dalvescovo di Sulmona e Valva nel 1685. Nel 1736, compreso l'altare maggiore, se ne contavano complessivamente dieci.
Nel 1711 furono ultimati i restauri resi urgenti per via dei terremoti del 1703 e del 1711. Nel 1706 e nel 1707, nonostante il susseguirsi di due terremoti, i sacerdoti non vollero abbandonarla.
Nel 1846-47, invece, si dovettero rifare i tetti per via di copiose nevicate che ne danneggiarono anche la volta.
Altri restauri si sono avuti dopo i terremoti del 1915, del 1917 e del 1984. Nel 1986 fu restaurato anche il campanile. Dopo quest'ultimo terremoto la chiesa fu riaperta al culto nel 1988.
Successivamente, nel 1990, la soprintendenza ha fatto rimuovere gli stucchi barocchi sui pilastri riportando alla luce gli affreschi rinascimentali.

## Struttura

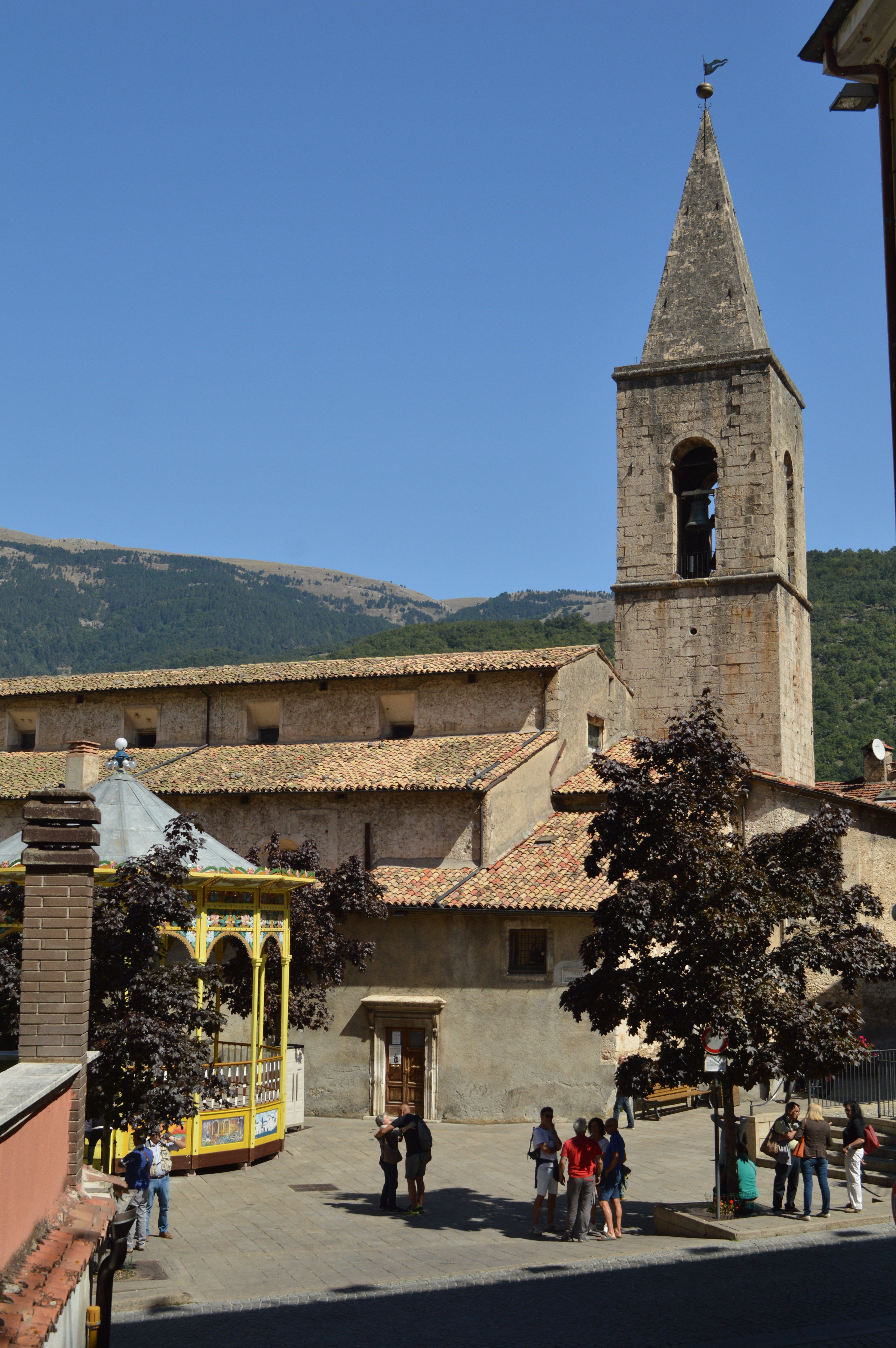
La chiesa vista da Via Don Bosco, già Via Dante

La chiesa è in stile romanico abruzzese (cioè romanico con pietra locale).

### L'esterno

#### La facciata

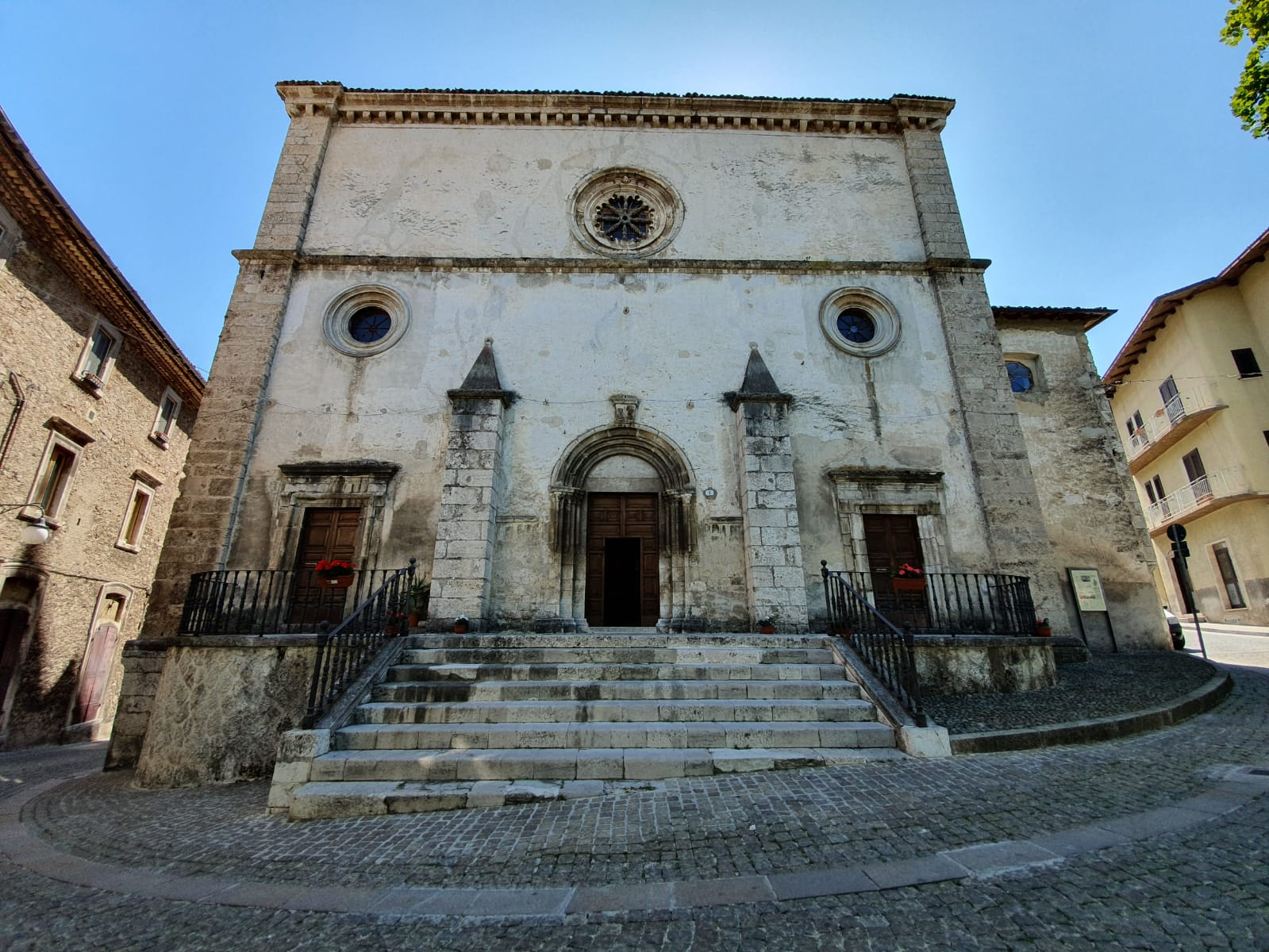
La facciata

La facciata è a coronamento orizzontale con rosone centrale e altre due finestre più piccole poste in corrispondenza delle 2 navate laterali.
Ai lati vi sono due lesene di rinforzo.
La cornice di coronamento è costituita da una gola dritta e due listelli. Un gocciolatoio è sorretto da mensole a forma di ovolo.
L'aspetto generale è quello risultante dall'intervento del 1636, quando furono aperte le porte ai lati, e del 1840, quando per intervento di Gaetano Ciarletta furono aperte le finestre ovali, in seguito trasformate in aperture circolari. E quello del 1924 quando, in seguito all'ennesimo terremoto (1915) furono inserite due lesene con cuspide piramidale come contrafforte; in questa occasione le finestre circolari furono poste in asse alle due porte secondarie sottostanti.

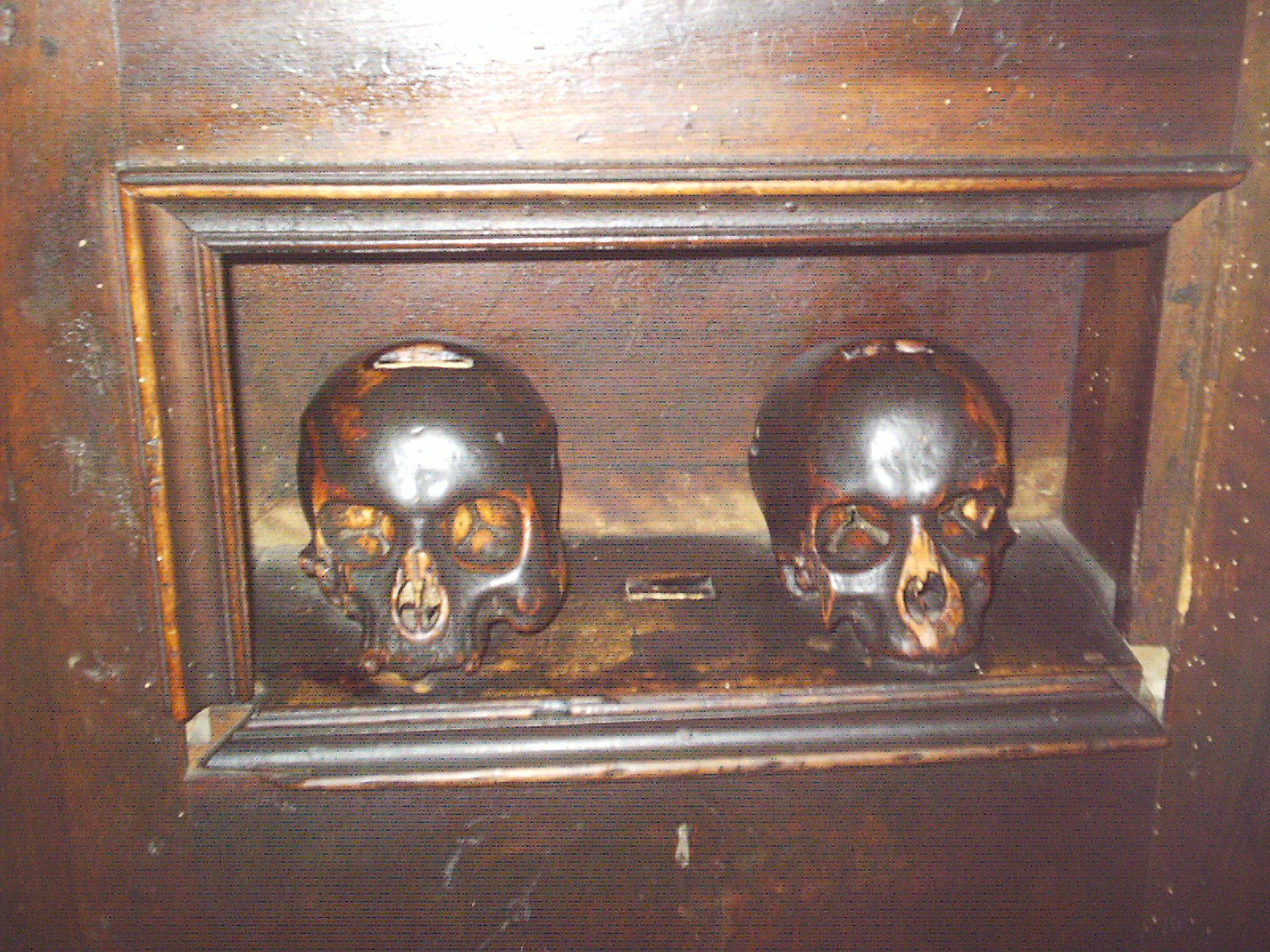
Particolare dei teschi del portale centrale

- I portali.

Il portone centrale, intagliato, mostra un altorilievo di due teschi per anta, in monito del "memento mori" ai fedeli entranti da queste porte.
È di scuola borgognona (XII-XIII secolo) con strombatura ad arco a tutto sesto. Sopra la strombatura vi è una pietra intarsiata.
Sulla chiave di volta si trova una lapide con delle decorazioni fitomorfe, forse un residuo di un arco più antico di cui facevano parte delle cornici poste ai lati del portale.
Altri 2 portoni sono ai lati dei pilastri. Questi 2 portoni sono stati aperti nella metà del XVII secolo.
- Il rosone centrale ed i due pilastri.

Il rosone centrale è a cornice sagomata adornata da quattro teste di serafini. Il rosone è suddiviso con otto archetti trilobati danneggiati dal terremoto di Avezzano del 1915. Dello stesso periodo sono i due pilastri a ridosso della facciata, coronati da un cuspide piramidale.
- Il sagrato.

È stato realizzato nel 1680 con la costruzione della muraglia sottostante. Fino al 1825 la gradinata era larga quanto la facciata. A seguito del terremoto del 1915 fu modificato, attualmente consta di un movimento nella parte centrale secondo uno schema settecentesco delle chiese abruzzesi.

#### Il campanile
Il campanile, alto 35 metri, è stato costruito nel 1563. È a torre quadrata con cuspide piramidale ed è il più alto tra tutte le chiese limitrofe del paese. È provvisto di quattro campane: Maria, la più grande, Lucia (Ciella), la minore, rifatta nel 1700, e due di media grandezza, Giorgia, rifatta nel 1659, e Adriana, del 1699. Il campanile fu restaurato per i citati terremoti del settecento e del novecento e per l'abbondante nevicata che fece crollare i tetti dell'Ottocento.
Il campanile è a pianta quadrata ed è suddiviso in tre fasce sovrapposte suddivise da modanature a cordone. La cella campanaria consta di quattro aperture allungate di forma semicircolare. Le campane sono state più volte fuse e poste in opera nel corso del tempo. I conci di pietra, più grandi in basso, diventano più piccoli man mano che si sale, al fine di dare più slancio alla torre campanaria. Nel Settecento il campanile fu rinforzato con dei tiranti in ferro mentre sopra la cuspide furono reinserite la palla e la nuova bandiera realizzata da Giuseppe Farina di Agnone. dopo il terremoto del 1984, la bandiera fu sostituita da una nuova identica realizzata da Giovanni Schiappa.

### L'interno

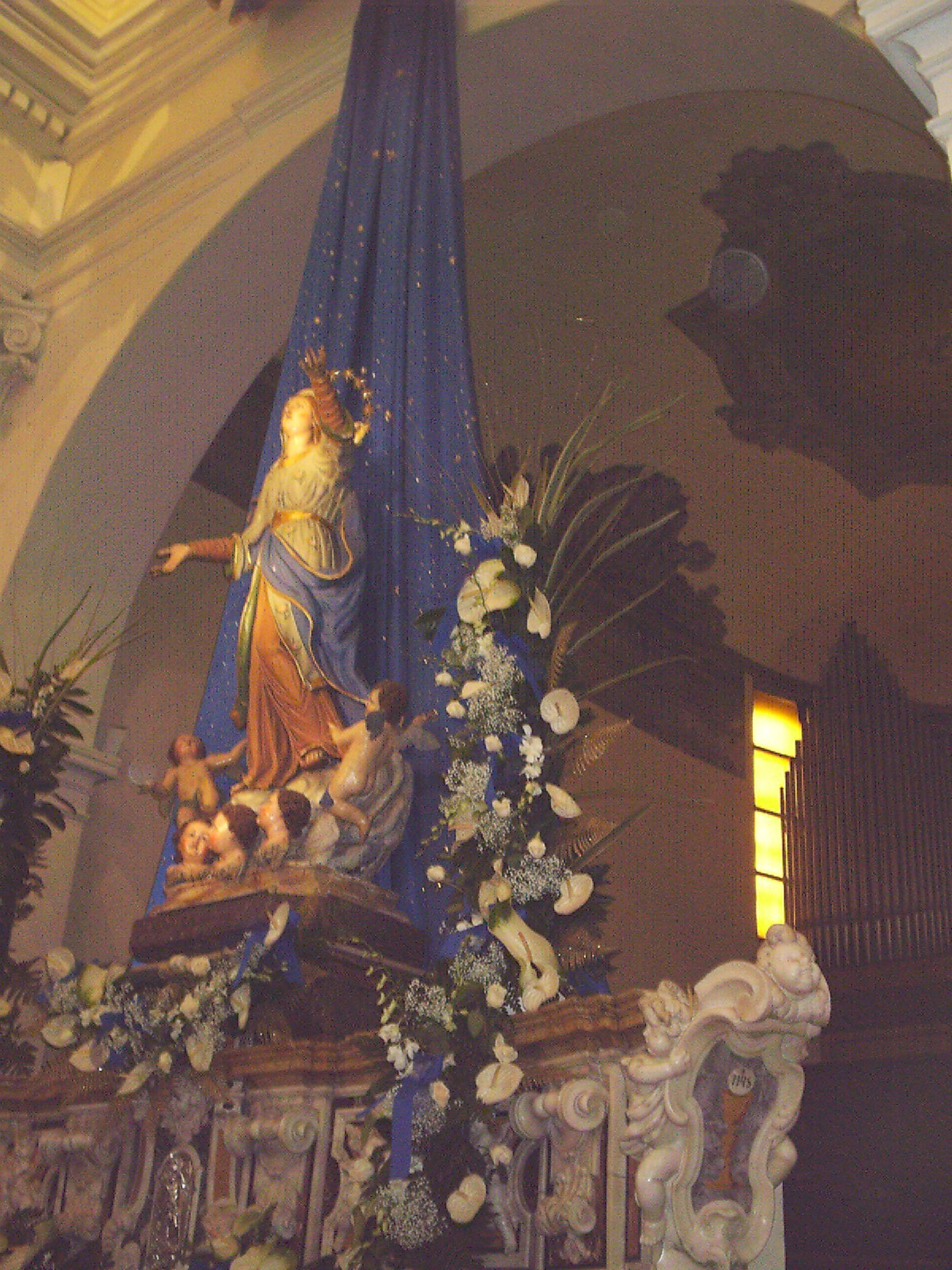
Statua dell'Assunta

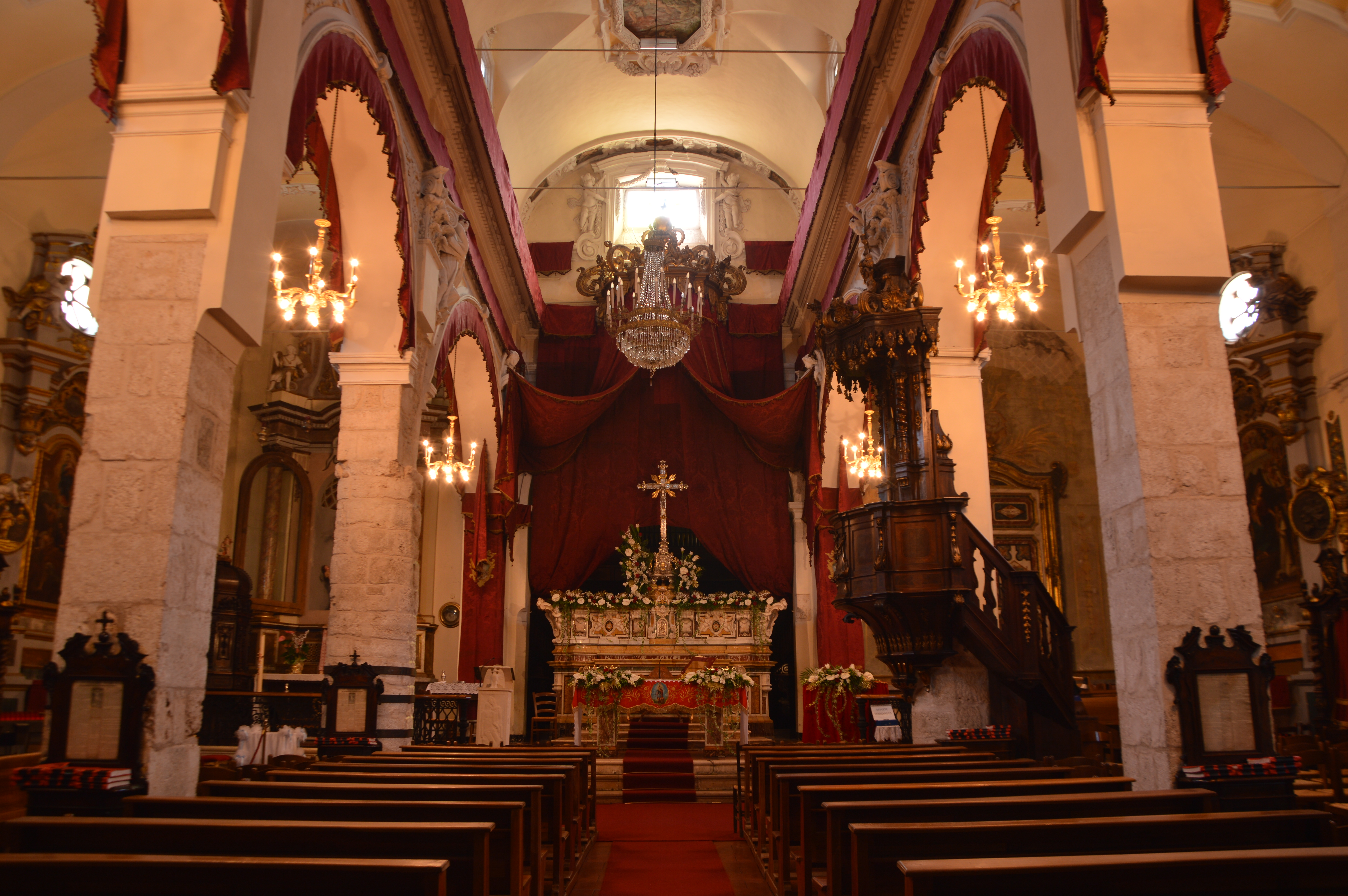
L'interno della Chiesa rivestito di drappi rossi in occasione della festa del patrono Sant'Eustachio

L'interno è a 3 navate, una per portone. Le navate sono divise da quattro pilastri quadrangolari e due colonne. Le colonne sono prive di basi e sono provviste ancora di fori a spirale con alcuni resti della struttura che sosteneva il pulpito. Il pavimento fu rialzato di circa 80 centimetri dalla costruzione cinquecentesca, come rivela una spia aperta in prossimità del pilastro di sinistra. L'attuale pavimento risale ai restauri del 1990. Le volte sono a botte ribassate. Il pavimento è in cotto rosso.

#### La navata centrale
La navata centrale termina con un'abside semicircolare. Tre archi per lato collegano i tre pilastri, l'ultimo più grande ed ellittico, collega l'ultimo pilastro al presbiterio. Il pulpito, appoggiato nell'ultima colonna a destra, è di Ferdinando Mosca di Pescocostanzo. Vi si accede da una scala che sale a chiocciola sulla colonna. I pilastri che separano le navate sono dell'XI-XII secolo. Sulla prima colonna a destra vi è un residuo di un affresco rappresentante Sant'Agata risalente al XVI secolo, in basso sono raffigurati due personaggi, forse i committenti. Nella prima colonna a sinistra, invece è raffigurato Sant'Antonio abate, affresco datato 1549, sul lato di destra della colonna si nota una Madonna con Bambino che, dallo stile, è quattrocentesco.
La volta, lunettata  è suddivisa da quattro archi con pitture del Seicento raffiguranti Sant'Eustachio, Maria Vergine e San Biagio con delle cornici in stucco con delle volute, conchiglie, cherubini, festoni floreali.
- La cantoria.

La cantoria è retta dal vestibolo. La cantoria viene datata tra la fine del Cinquecento ed il primo quarto del Seicento. Sulla balaustra sono raffigurati degli episodi della vita di Sant'Eustachio: apparizione di Cristo, battesimo di sant'Eustachio e della sua famiglia, la battaglia contro i Traci, trionfo a Roma, il rifiuto di sant'Eustachio di fare dei sacrifici agli dei con la relativa condanna, prigione e martirio. Il prospetto della cantoria è in legno. L'organo è a cinque campate in legno dorato intagliato e decorato. L'organo presentava originariamente 31 canne finte in lamina d'argento su pannelli in tela che furono rubate dai francesi nel 1799 ed ora sostituite da canne dipinte.

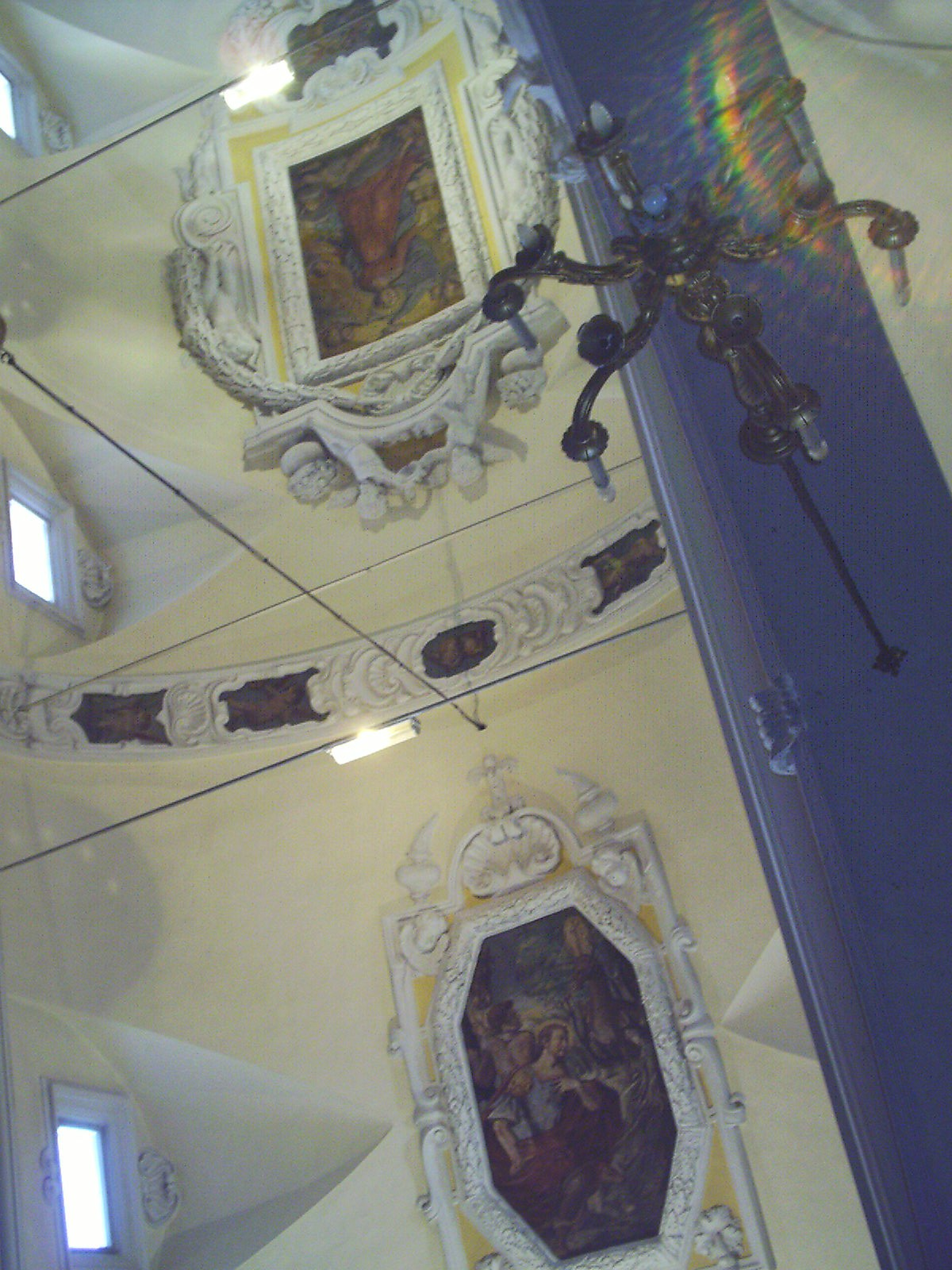
La volta della navata centrale

- Il presbiterio.

La zona del presbiterio è rialzata mediante tre gradini e conclusa da un'abside coperta da una calotta a catino. L'altare è in marmo policromo con gli emblemi del santissimo sacramento con il ciborio, è stato costruito dai marmorai di Pescocostanzo e di Alfedena su disegno di Panfilo Rainaldi, il quale ne diresse i lavori. L'abside ed il coro sono del tardo settecento. Le pareti sono decorate a panneggi realizzato da Arcangelo Centofanti.

#### Le navate laterali

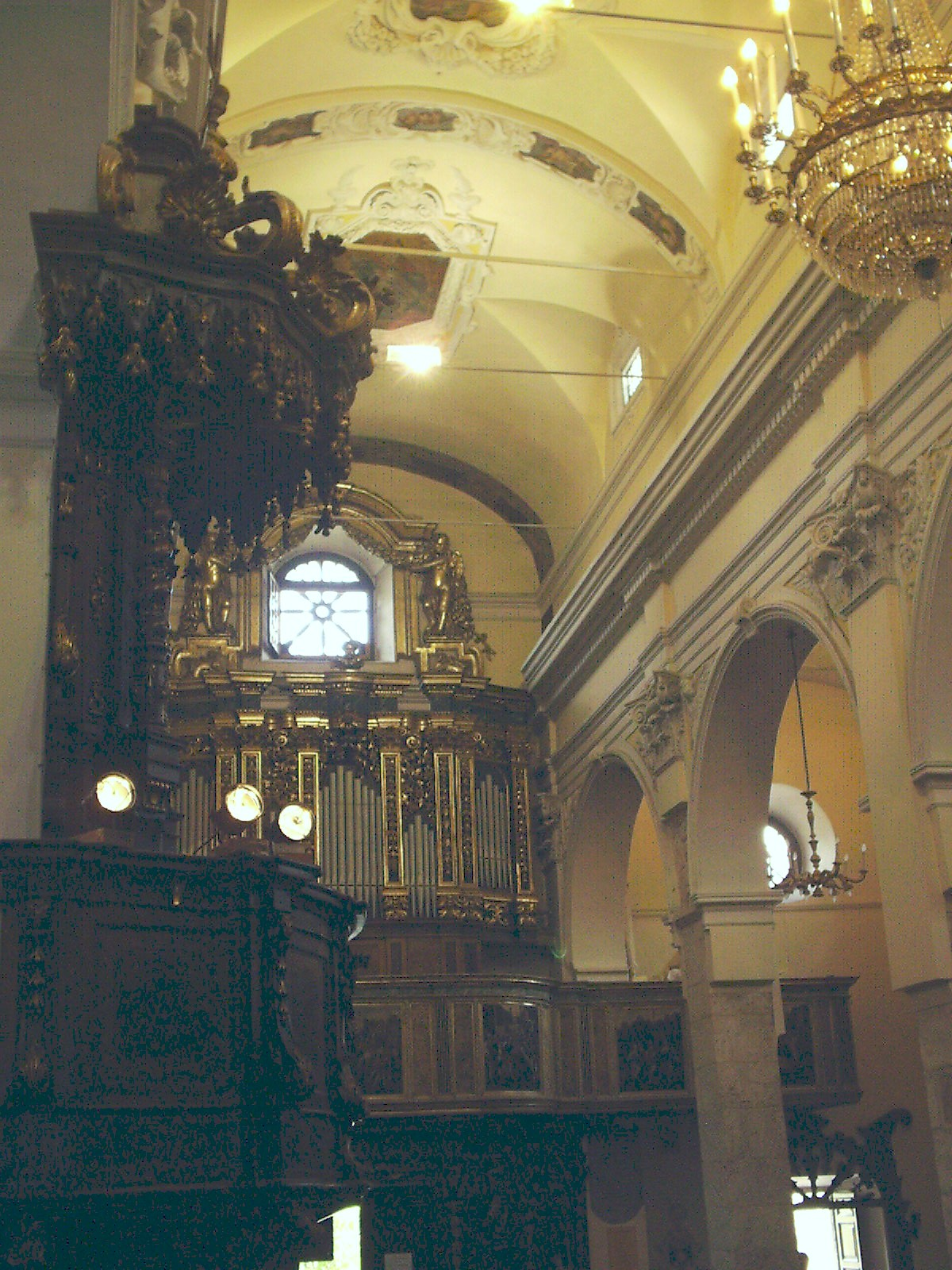
Navata centrale, pulpito e cantoria

La volta è decorata da cornici mute realizzate in stucco con un solo affresco al centro della navata sinistra. Le acquasantiere sono in marmo e sono realizzate da Nicodemo Mancini e Loreto di Cicco di Pescocostanzo. Vari confessionali (quattro) sono disposti lungo le pareti delle navate. Sono realizzati da Ferdinando Mosca di Pescocostanzo.

Sia i confessionali che il pulpito sono in noce intagliato, dorato ed intarsiato. Le decorazioni sono a colonne tortili, drappeggi, foglie di acanto e volute.
La navata sinistra
In questa navata vi sono quattro altari minori che sono, nell'ordine:
- Altare di San Pasquale Baylon del XVIII secolo.[3]

Risale al XVIII secolo. Consta di paliotto concavo, una cona di pilastrini in pianta triangolare con la raffigurazione di San Vincenzo Ferreri e san Francesco da Paola, una statua raffigurante San Pasquale Baylon posta entro una nicchia centrale, un timpano spezzato con decorazioni a forma di cherubini in stucco.
- Altare di San Giovanni Evangelista, di patronato della famiglia Roscelli, è provvisto di una tela del XVII secolo.[3]

Consta di un paliotto concavo, di una cona formata da due pilastrini a pianta triangolare e due medaglioni in cui sono raffigurati San Filippo e San Bartolomeo.
- Altare della Pietà del XVI secolo, sulla nicchia vi è un affresco con, ai lati San Giovanni Evangelista e la Maddalena, nella volta vi è lo spirito santo. Nell'altare vi è la statua lignea della Pietà.[3]
- Altare di San Giuseppe di patronato della famiglia De Angelis, sopra l'altare raffigurante il Transito di San Giuseppe del XVII secolo. Durante il restauro della tela, sul muro retrostante il quadro sono state trovate tracce di affresco.[3]

L'altare consta di un paliotto concavo, una cona formata da due piccoli pilastri a pianta triangolare e due medaglioni in cui sono raffigurati San Liborio e San Pasquale.
In fondo alla navata vi è un fonte battesimale del XVI secolo, in legno con struttura ettagonale a sette volute una Deposizione, tela che si trovava originariamente nella nicchia della Pietà e l'altare del santissimo sacramento, l'unico degli altari minori provvisto di ciborio. Sull'altare vi è la statua dell'Assunta. Al centro del timpano spezzato vi è raffigurato San Francesco. Originariamente era sito nella cappella di San Costanzo con corpo formato da sette lati con una base a volute e coronamento a cupola a bulbo sormontato da una raffigurazione di San Giovanni Battista che battezza Gesù.
La navata destra
Nella navata si susseguono, nell'ordine:
- La cappella di San Costanzo. Inizialmente era dedicata allo Spirito Santo ed aveva la funzione di Battistero. Nel 1764 causa l'affievolirsi della devozione, nel paese, rispetto al santo i confratelli del Sacro Monte del Rosario fecero erigere, dopo aver posto il fonte battesimale a fianco all'altare di San Pasquale Baylon, nel 1765 un deposito in marmo degli scultori Nicodemo Mancini e Loreto di Cicco. Il deposito raccoglie le reliquie del santo. La balaustra d'accesso è stata realizzata nel 1774 da Nicola Cocco da Pescocostanzo, che realizzò anche gli affreschi.[3]

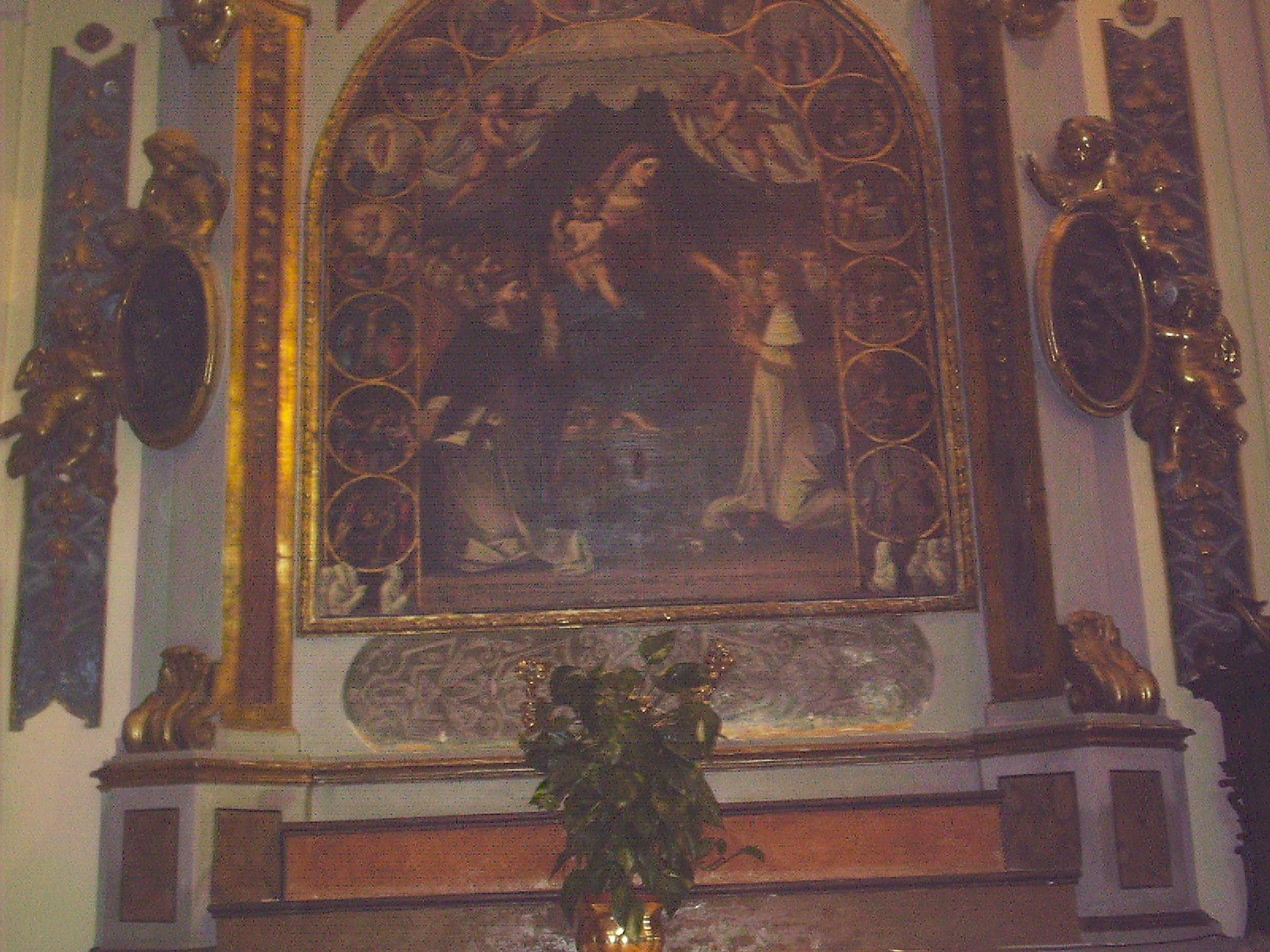
Tela raffigurante la Vergine Maria che dona il Rosario a San Domenico e Santa Caterina di scuola romana sita nella navata destra

Nell'ambito del battistero fu eretto il deposito suddetto su disegno di Ferdinando Mosca. Gli affreschi furono realizzati da Francesco Palombo. Gli affreschi rappresentano: nel soffitto "La vita di Abramo" e nelle pareti laterali episodi della vita di San Gaetano da Thiene e di San Filippo Neri.
- L'altare dello Spirito Santo. Fu eretto da Antonio Pavone, indorato nel 1605 da Orazio Giannotti di Civitanova. Sopra vi è una tela del 1654 raffigurante la "Discesa dello spirito santo". L'altare, momentaneamente è stato rimosso per l'installazione di un impianto termico.[1][3]

Questo altare è simile agli altri altari della chiesa. I medaglioni raffigurano San Leonardo e la Santissima Annunziata. La tela ora è posta a destra della cappella di San Costanzo.
- L'altare di Sant'Anna fu eretto nella metà del Seicento da Tommaso di Stefano ove volle essere egli stesso sepolto.[1][3]

Questo altare mostra delle similitudini rispetto agli altri altari della chiesa, i medaglioni di questo altare raffigurano La presentazione al tempio e la Madonna di Loreto. Al centro è posta la tela che rappresenta Sant'Anna e la nascita della Madonna.
- L'altare del Santissimo Rosario. È del 1579. Sopra vi è una tela raffigurante "La Vergine col Bambino che dona il Rosario a San Domenico e a Santa Caterina". Quindici tondi con la raffigurazione dei misteri del rosario fanno da cornice al quadro. Nella porzione di muro coperta dal quadro sono emerse tracce di affreschi.[3]

L'altare è di patronato della confraternita omonima. Consta di un paliotto convesso, una cona composta da due pilastrini a pianta triangolare e due medaglioni con le figure di San Crispino e della Santissima Annunziata, la tela suddetta, un timpano troncato al centro con decorazioni raffiguranti dei cherubini in stucco. La tela è di scuola romana.
- Adorazione dei Magi. Questa tela è stata realizzata da Eugenio Cisterna di Genzano.[3]

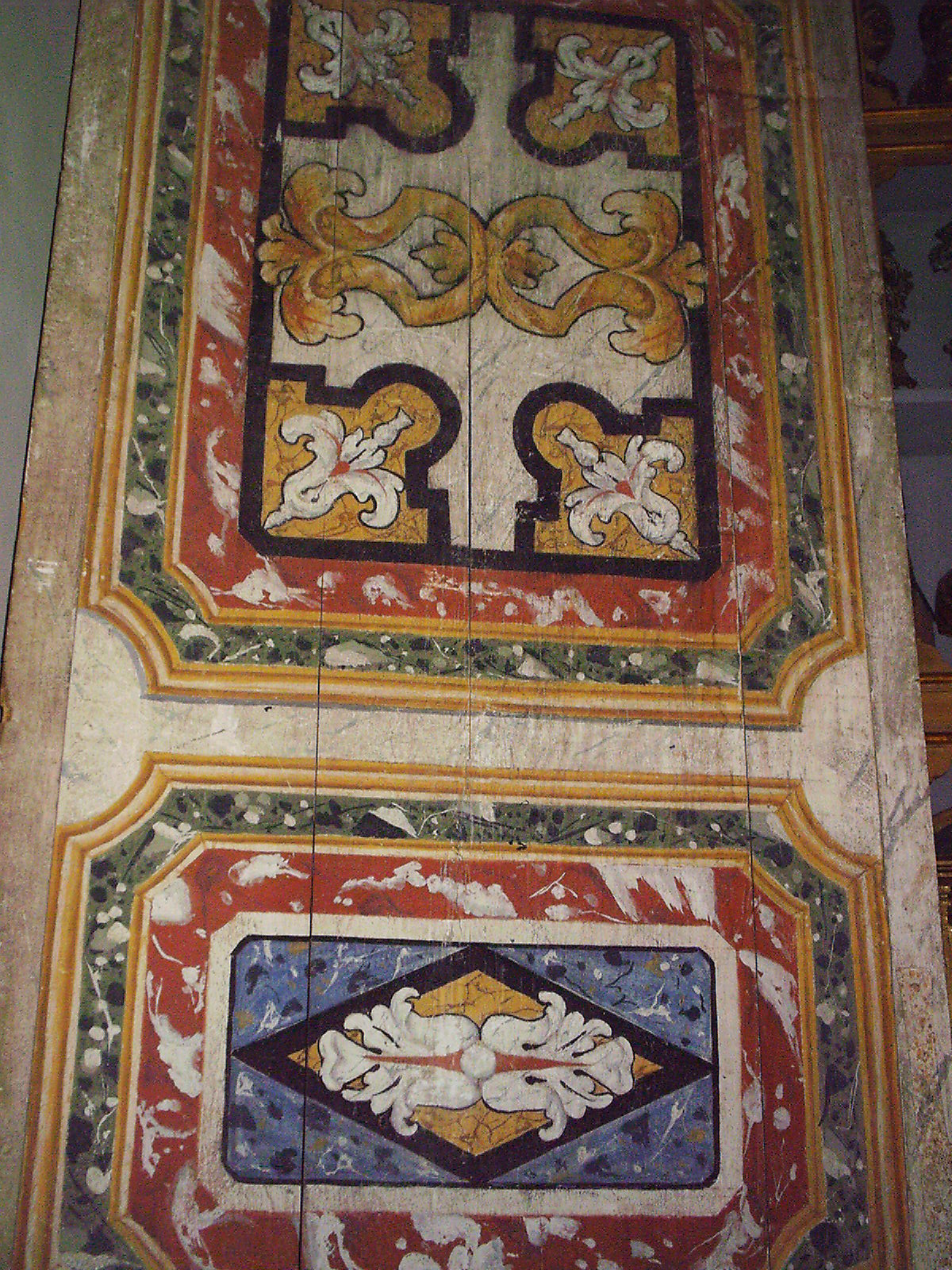
Anta di chiusura del reliquiario

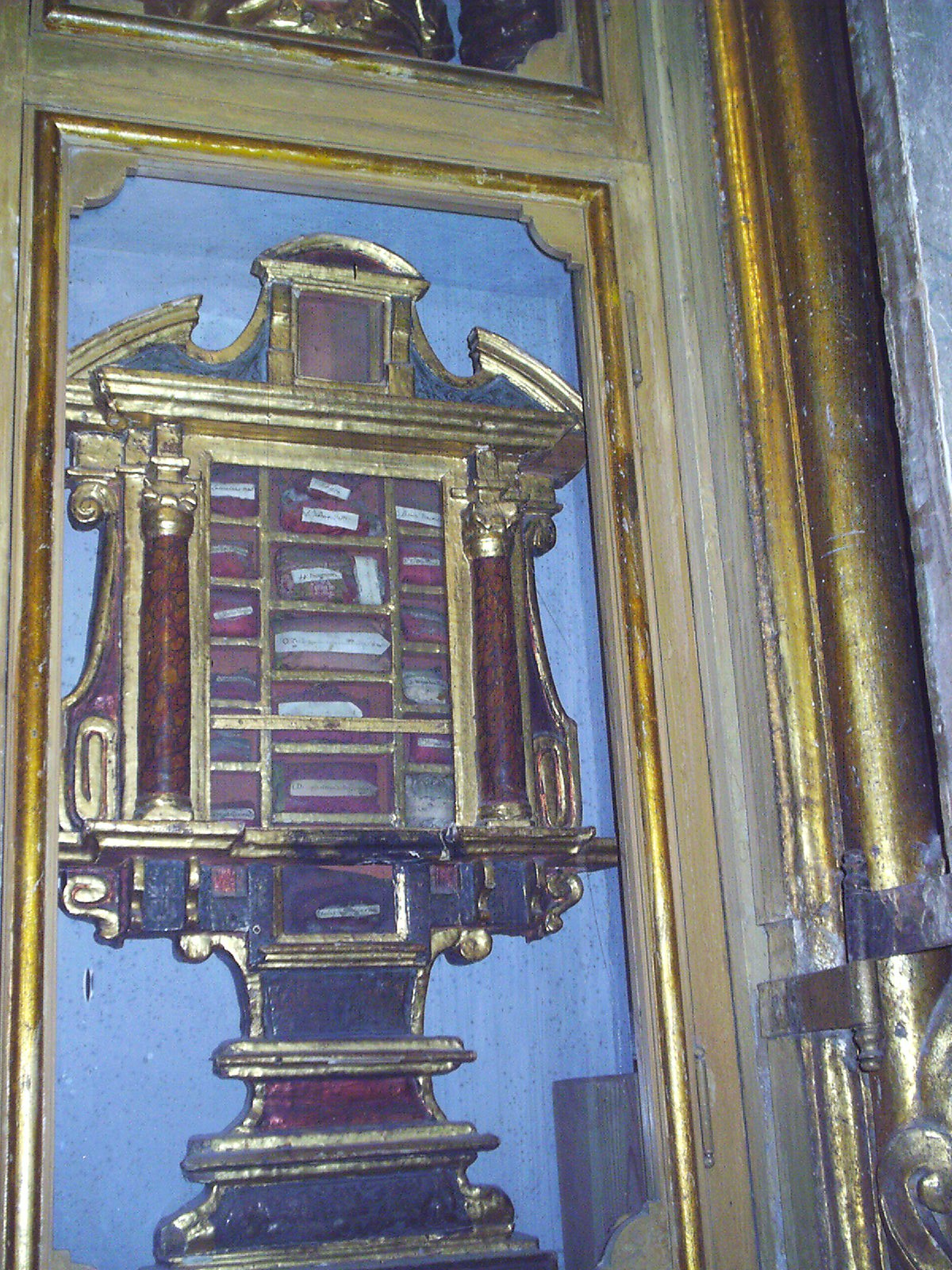
Particolare del reliquiario

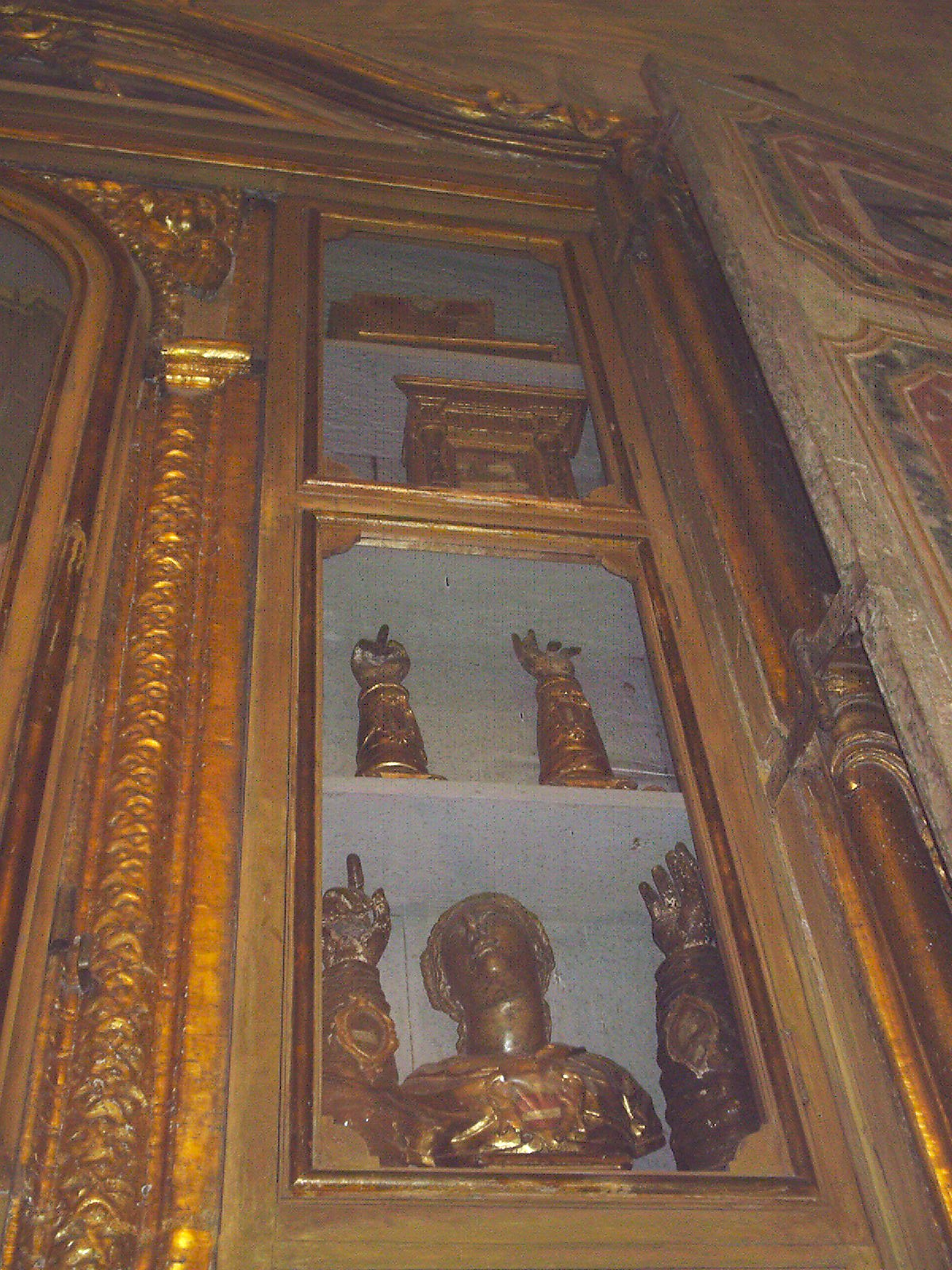
Altro particolare del reliquiario, in basso si possono notare le teche contenenti le reliquie di Sant'Eustachio, patrono di Scanno

- La navata termina ad una grande teca murale realizzata nel XVIII secolo suddivisa in varie sezioni e chiusa mediante due grandi ante. All'interno vi sono 381 reliquie poste in antichi reliquiari.[3] Tra le reliquie all'interno sono degne di menzione:
  - San Francesco d'Assisi;[3]
  - San Camillo de Lellis;[3]
  - San Domenico abate;[3]
  - Legno della Croce;[3]
  - ampolla di sangue di martire ignoto.[3]

L'interno del reliquiario è suddiviso in dodici settori suddivisi mediante dei pannelli in legno dorato che contengono dei reliquiari dalle forme più disparate e bizzarre: a busto, ad ostensorio, a tabernacolo, a teche. L'altare sottostante, che è dedicato al Sacro Cuore di Gesù fu edificato nel 1926 su progetto di Arcangelo Centofanti. Il primo gruppo di reliquie risale alla fine del Cinquecento. La teca è in legno decorati con delle volute, due sportelli provenienti dal cimitero. Presenta all'interno ed all'esterno una decorazione a motivi geometrici e foglia lanceolata secondo il motivo fanzaghiano.

#### La sagrestia

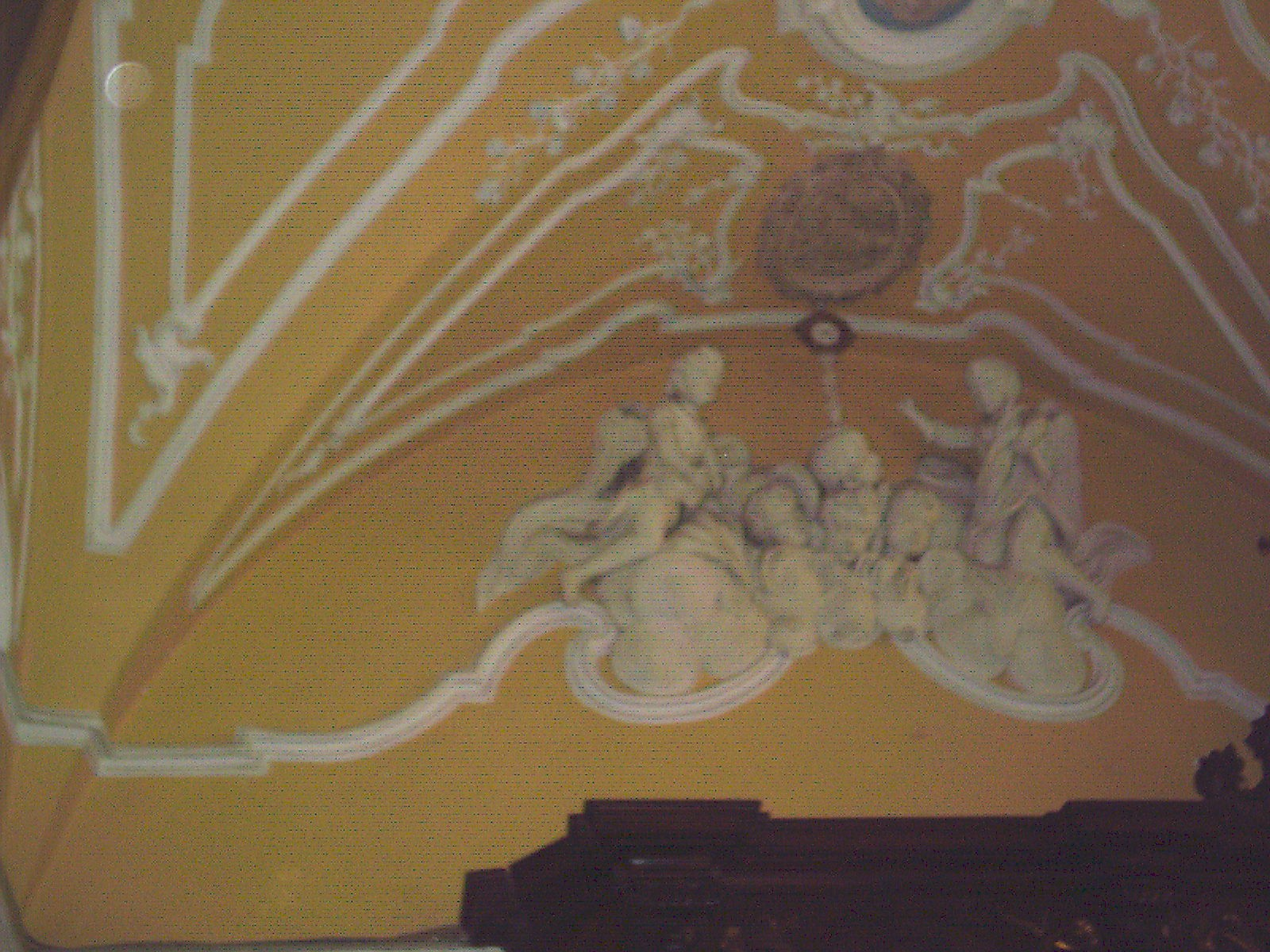
La sagrestia

Vi si accede dal portale laterale della chiesa. È corredata da decorazioni e arredi settecenteschi, tra cui, a partire a destra della porta, una nicchia, un lavabo marmoreo, una tela raffigurante il Martirio di San Bartolomeo e vari armadi settecenteschi.